# Corps du sphénoïde
Le corps du sphénoïde est la partie médiane de l'os sphénoïde qui occupe la partie médiane de la fosse crânienne moyenne.

## Description
Le corps du sphénoïde a une forme globalement cubique et présente six faces :
- une face supérieure,
- une face antérieure,
- une face inférieure,
- une face postérieure,
- deux faces latérales.

Il contient les deux sinus sphénoïdaux séparés par un septum.
De chaque côté partent trois apophyses : deux latérales la grande aile de l'os sphénoïde et la petite aile de l'os sphénoïde ; une verticale descendante, le processus ptérygoïde.

### Face supérieure
Le haut du corps se prolonge en avant par le rostre sphénoïdal qui surplombe la face antérieure du corps. Ce processus s'articule sur les côtés avec la lame criblée de l'ethmoïde et au milieu avec le bord postérieur de la crista galli.
À l'arrière, se trouve une surface lisse légèrement surélevée dans la ligne médiane et rainurée de chaque côté : le jugum sphénoïdal. Les gouttières latérales reçoivent les lobes olfactifs.
Le jugum sphénoïdal est délimité en arrière par une crête transversale : le limbe sphénoïdal, qui forme le bord antérieur d'un étroit sillon transversal : la gouttière optique.
Ce sillon se termine latéralement par les canaux optiques creusés dans les petites ailes de l'os sphénoïde abritant le nerf optique et l'artère ophtalmique. Au-dessus et en arrière de ce sillon se trouve le chiasma optique.
Derrière la gouttière optique se trouve une élévation : le tubercule de la selle. Le tubercule est la limite antérieure de la selle turcique et le bord antérieur de la fosse hypophysaire, logeant l'hypophyse. À l'avant de cette fosse se trouve transversalement la crête synostosique et le sillon du sinus coronaire de la selle turcique.
Le limbus sphénoïdal se prolonge latéralement par les deux processus clinoïdes antérieurs points d'attaches de la petite circonférence de la tente du cervelet.
La face antérieure de la selle turcique comporte deux petites éminences, une de chaque côté, appelées processus clinoïdes moyens.
La limite postérieure de la selle est formée par une plaque osseuse de forme carrée inclinée en arrière et en bas : le dos de la selle. Elle se termine à ses angles supérieurs par deux tubercules : les processus clinoïdes postérieurs, dont la taille et la forme varient considérablement d'un individu à l'autre.
Les processus clinoïdes postérieurs approfondissent la selle turcique et prolongent latéralement le dos de la selle. Ce sont des points d'attache de la grande circonférence de la tente du cervelet.
De chaque côté du dos de la selle se trouve une encoche abritant le nerf abducens.
Le dos de la selle se prolonge à l'arrière par la partie basilaire de l'os occipital pour former le clivus supportant le haut du pont cérébral.

### Face antérieure
L'avant du corps présente sur sa ligne médiane une crête verticale : la crête sphénoïdale. Elle s'articule avec la lame perpendiculaire de l'os ethmoïde, et fait partie de la cloison nasale. En bas à sa jonction avec la crête sphénoïdale inférieure se trouve une excroissance osseuse : le rostre sphénoïdal (ou bec du sphénoïde).
De chaque côté de la crête se trouve une ouverture irrégulière menant au sinus sphénoïdal correspondant.
Ces sinus sont deux grandes cavités irrégulières du corps de l'os, séparées par un septum osseux. Ils varient considérablement en forme et en taille, sont rarement symétriques et sont souvent partiellement subdivisés par des lames osseuses irrégulières. Ils s'étendent dans la partie basilaire de l'os occipital jusqu'aux confins du foramen magnum. Ils commencent à se développer avant la naissance et atteignent une taille considérable à l'âge de six ans.
En dessous se trouvent des demi-cellules sphénoïdales qui répondent aux demi-cellules ethmoïdales des labyrinthes ethmoïdaux.

### Face inférieure
La face inférieure ou face pharyngienne est la partie la plus postérieure de la cavité nasale. C'est le toit du naso-pharynx et le plancher su sinus sphénoïdal.
Elle présente une saillie osseuse médiale : la crête sphénoïdale en continuité avec celle de la face antérieure, cette partie s'insère dans la gouttière du bord postéro-supérieur du vomer entre les ailes du vomer. La crête se poursuit en avant par un bec osseux : le rostre sphénoïdal.
Cette jonction n'est pas complètement jointive et forme sur la ligne médiane le canal sphéno-vomérien médian.
De chaque côté de la crête se trouvent les deux lames osseuses des cornets de Bertin limitées en dehors et en arrière par les processus vaginaux situé à la base de la lame médiale du processus ptérygoïde sur lesquels s'attachent les ailes du vomer..
Entre de ces deux processus et les processus sphénoïdaux de l'os palatin se forment les canaux palato-vaginaux.

### Face postérieure
La face postérieure, de forme quadrilatère oblique en bas et en arrière , est reliée, pendant la petite enfance et l'adolescence, à la partie basilaire de l'os occipital par une plaque de cartilage.
Entre la dix-huitième et la vingt-cinquième année, celle-ci s'ossifie, l'ossification commençant par le haut et s'étendant vers le bas pour former la synchondrose sphéno-basilaire.

### Faces latérales
Les faces latérales du corps sont en grande partie masquées par :
- en bas et en arrière, l'implantation des trois racines des grandes ailes de l'os sphénoïde ;
- en haut et en avant, l'implantation des deux racines des petites ailes de l'os sphénoïde ;
- en bas, par les racines du processus ptérygoïde.

Entre la racine antérieure et la racine moyenne de la grande aile se trouve le foramen rond, passage du nerf maxillaire.
Entre la racine moyenne et la racine postérieure de la grande aile se trouve le foramen ovale, passage du nerf mandibulaire et de l'artère ptérygoméningée.
entre les deux racines de la petite aile se trouve le canal optique passage du nerf optique et de l'artère ophtalmique.
Les faces latérales sont séparées de la selle turcique par un sillon en forme de S italique : le sillon carotidien. Il loge l'artère carotide interne et le sinus caverneux.
Le long de la partie postérieure du bord latéral de cette rainure, dans l'angle entre le corps et la grande aile, se trouve une crête osseuse, appelée lingula sphénoïdale.

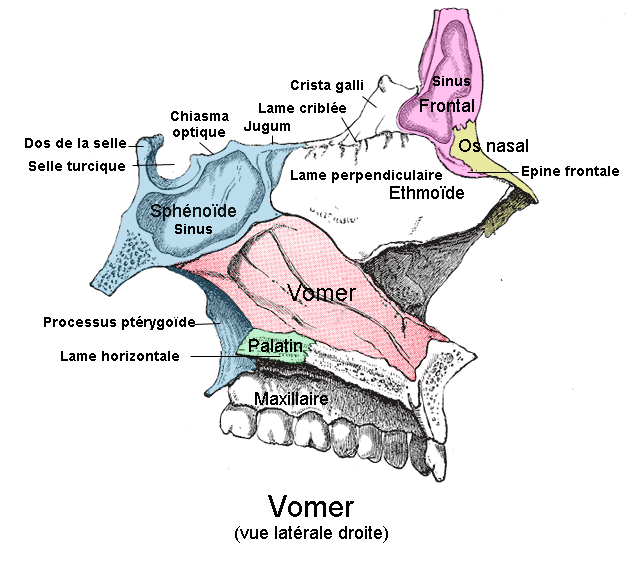
Coupe sagittale du corps du sphénoïde.
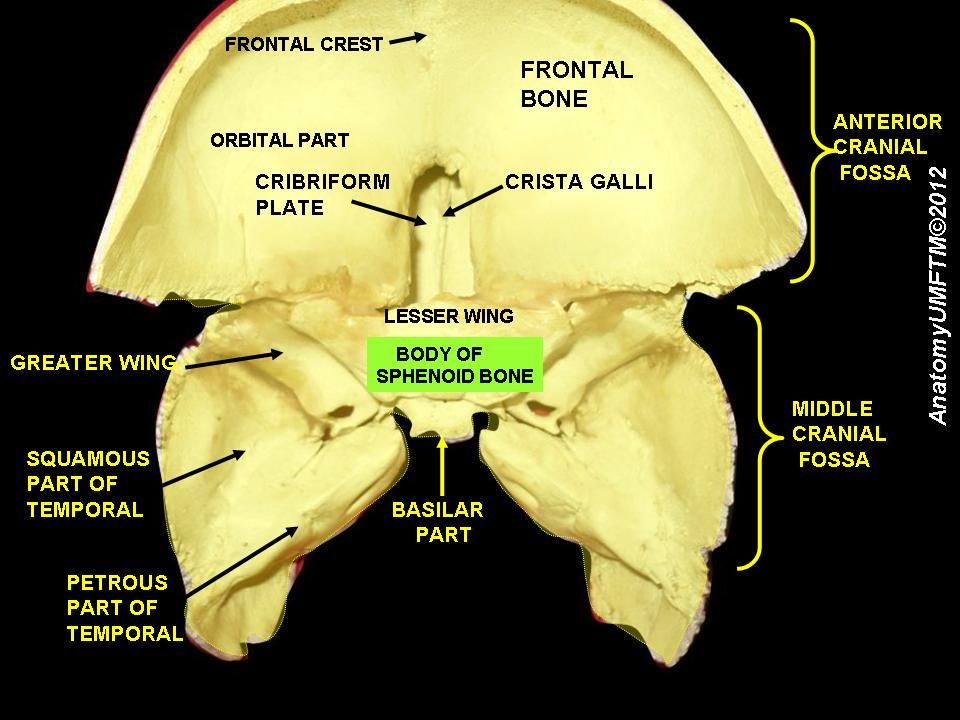
Corps de l'os sphénoïde
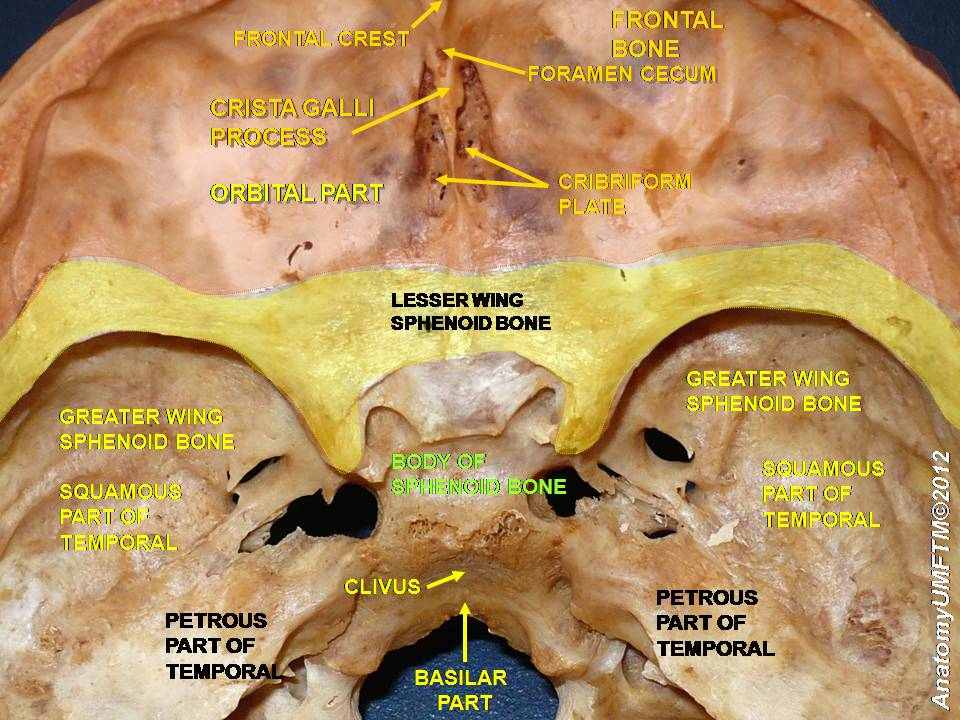
Corps de l'os sphénoïde
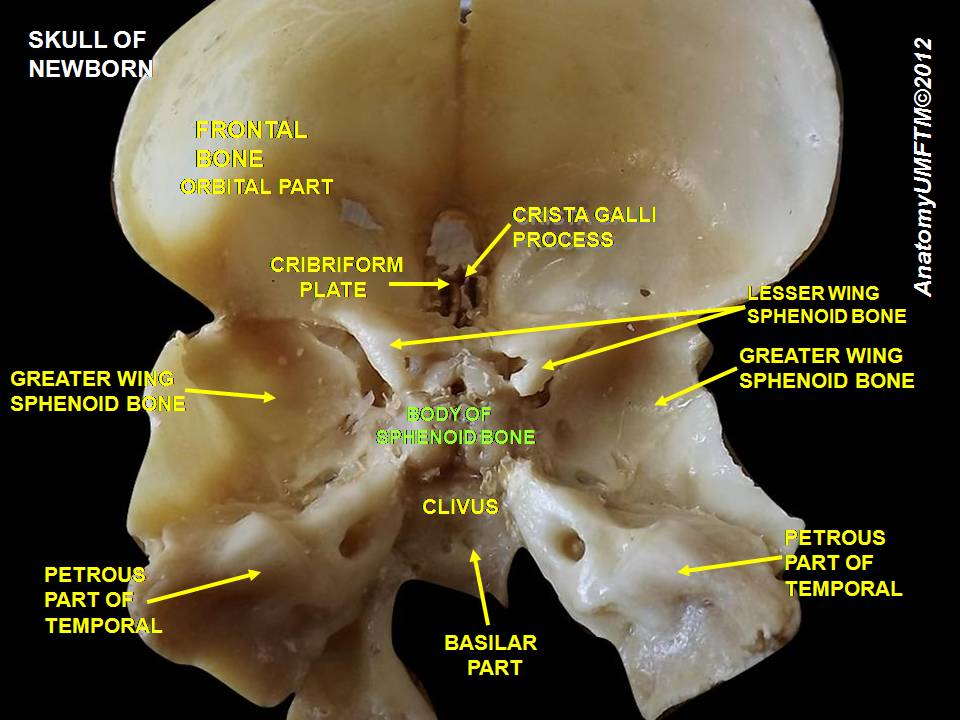
Corps de l'os sphénoïde